# ETSファミリー
ETSファミリー（E26 transformation-specific/erythroblast transformation specific）は、転写因子のファミリーとして最大級のものの1つであり、動物に特有のファミリーである。ヒトでは28種類、マウスでは27種類、線虫Caenorhabditis elegansでは10種類、ショウジョウバエでは9種類の遺伝子が存在する。このファミリーの転写因子として最初に発見された因子は、急性白血病ウイルスE26によって導入された遺伝子として同定された。このファミリーのメンバーは、さまざまな組織の発生やがんの進行への関与が示唆されている。

## サブファミリー
ETSファミリーの転写因子は、下に示す12種類のサブファミリーへ分類される。
| サブファミリー | 哺乳類のメンバー                          | 無脊椎動物のオルソログ |
| -------------- | ----------------------------------------- | ---------------------- |
| ELF            | ELF1, ELF2 (NERF), ELF4 (MEF)             |                        |
| ELG            | GABPα                                     | ELG                    |
| ERG            | ERG, FLI1, FEV                            |                        |
| ERF            | ERF (PE2), ETV3 (PE1), ETV3L              |                        |
| ESE            | ELF3 (ESE1/ESX), ELF5 (ESE2), EHF (ESE3)  |                        |
| ETS            | ETS1, ETS2                                | POINTED                |
| PDEF           | SPDEF (PDEF/PSE)                          |                        |
| PEA3           | ETV4 (PEA3/E1AF), ETV5 (ERM), ETV1 (ER81) |                        |
| ER71           | ETV2 (ER71)                               |                        |
| SPI            | SPI1 (PU.1), SPIB, SPIC                   |                        |
| TCF            | ELK1, ELK4 (SAP1), ELK3 (NET/SAP2)        | LIN                    |
| TEL            | ETV6 (TEL), ETV7 (TEL2)                   | YAN                    |

## 構造と機能
ETSファミリーのメンバーはETSドメインを持ち、このドメインは3本のαヘリックスと4本の逆平行βシートからなるウィングドヘリックス構造（ヘリックスターンヘリックスの変種）を有する。α3ヘリックスは二本鎖DNAの主溝に挿入され、GGA(A/T)配列を認識する。ETSドメインはDNA結合以外に、タンパク質間相互作用にも関与している。
DNA結合を担うETSドメインはETSファミリーの中でも広範囲にわたって高い保存性がみられ、そのためDNA結合には大きな冗長性が存在する。他のタンパク質との相互作用はDNAへの特異的結合を可能にしている方法の1つであると考えられており、ETSファミリーのタンパク質は複数のシグナル伝達経路が収束する地点の1つとなっている。ETSファミリータンパク質は、転写のリプレッサー、アクチベーター、そしてその双方として機能する場合がある。個々のETSファミリータンパク質のETSドメイン外の配列は極めて多様であり、こうした領域を介してアクチベーターやリプレッサーとしての機能、特定のシグナル伝達経路への応答が可能となっている。

## がん
ETSファミリーの複数のメンバーが、遺伝子融合などを介してがんと関連している。一例として、ETSファミリーの転写因子をコードするERG遺伝子とEWS遺伝子との融合は、ユーイング肉腫の原因となる。また、ETV6遺伝子とJAK2遺伝子の融合はearly pre-B急性リンパ性白血病の原因となる。ERGとETV1は前立腺がんで遺伝子融合が生じていることが知られている。

## 関連文献
- “Ets and retroviruses - transduction and activation of members of the Ets oncogene family in viral oncogenesis”. Oncogene 19 (55):  6472–81. (2000). doi:10.1038/sj.onc.1204046. PMID 11175363.
- “Regulation of Ets function by protein - protein interactions”. Oncogene 19 (55):  6514–23. (2000). doi:10.1038/sj.onc.1204035. PMID 11175367.
- Mimeault M (2000). “Structure-function studies of ETS transcription factors”. Crit Rev Oncog 11 (3–4):  227–53. doi:10.1615/critrevoncog.v11.i34.20. PMID 11358268.
- “Molecular biology of the Ets family of transcription factors”. Gene 303:  11–34. (2003). doi:10.1016/S0378-1119(02)01156-3. PMID 12559563.
- “Ets target genes: past, present and future”. Oncogene 19 (55):  6533–48. (2000). doi:10.1038/sj.onc.1204034. PMID 11175369.
- “When Ets transcription factors meet their partners”. BioEssays 24 (4):  362–70. (2002). doi:10.1002/bies.10068. PMID 11948622.
- “Tripartite structure of the avian erythroblastosis virus E26 transforming gene”. Nature 306 (5941):  391–95. (1983). Bibcode: 1983Natur.306..391N. doi:10.1038/306391a0. PMID 6316155.